# Elkin Serna
Elkin Alonso Serna Moreno es un deportista colombiano que compitió en atletismo adaptado. Ganó dos medallas en los Juegos Paralímpicos de Verano, plata en Pekín 2008 y plata en Londres 2012.

## Palmarés internacional
| Juegos Paralímpicos | Juegos Paralímpicos   | Juegos Paralímpicos | Juegos Paralímpicos |
| Año                 | Lugar                 | Medalla             | Prueba              |
| ------------------- | --------------------- | ------------------- | ------------------- |
| 2008                | Pekín (China)         | Medalla de plata    | Maratón T12         |
| 2012                | Londres (Reino Unido) | Medalla de plata    | Maratón T12         |